# Residencia Ejecutiva
La Residencia Ejecutiva  es el edificio central de la Casa Blanca en los Estados Unidos de América. La Residencia está situada entre las columnatas de las Alas Este y Oeste. Este edificio central, la primera pieza construida de la Casa en 1792-1800, es el hogar del presidente de los Estados Unidos y la Primera Familia. La Residencia ocupa seis plantas: el sótano, la planta baja, el Piso de Estado (primera planta) y el segundo piso. Existe una tercera planta que contiene un solárium y más habitaciones. El sótano, creado durante la reconstrucción de Truman de 1948-1952, está ocupado por un almacén así como áreas de servicio y un refugio para el presidente y la primera familia.

## Pisos principales

### Planta baja

La planta baja de la Casa Blanca. La Sala Diplomática en Azul, a su izquierda, la Sala de Mapas, y a la derecha, la Sala de China. En gris, la Biblioteca.

Originalmente concebida como un área de servicio de cocina, lavandería y calefacción, la planta baja fue reconstruida durante la administración de Theodore Roosevelt en 1902 y de nuevo durante la reconstrucción de Truman de 1948-1952. Hoy, esta planta alberga las áreas de servicio doméstico. Así, la cocina y la floristería se encuentran aquí, junto a la oficina del comisario y la oficina del médico de la Casa Blanca. 

#### Sala de Recepción: la Sala Oval Diplomática

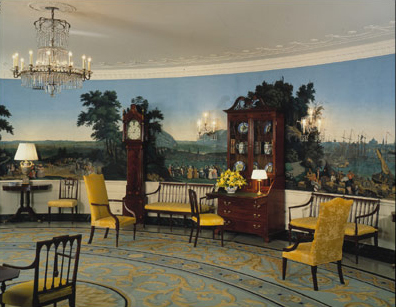
Sala de Recepción Diplomática en la planta baja con la pintura panorámica de Zubr et Cie., Escenas de América del Norte.

Se encuentra situada en el centro de la planta baja y se utiliza como entrada principal desde el Jardín Sur. Funciona como sala de recepción para embajadores en el momento de presentar sus credenciales, lo que anteriormente se llevaba a cabo en la Sala Azul. Este es el punto de entrada a la Casa Blanca los jefes de Estado que visitan el edificio.
Durante sus primeros cien años, la planta baja de la Casa Blanca fue utilizada como área de servicio. Desempeñó así las funciones de almacén, cocina y otras tareas de mantenimiento. En 1837, la administración del presidente Van Buren instaló un horno, lo que supuso el primer sistema de calefacción central. Más tarde, las calderas de vapor del sistema dañaron varias partes de la sala, razón por la cual se llevó a cabo una reforma por McKim, Mead & White en 1902.
Con la reforma de 1902 del presidente Theodore Roosevelt, el aspecto y distribución de la planta baja y la Sala Diplomática fueron modificados sustancialmente. Se retiró parte del suelo, que mostraba grandes señales de deterioro, y se instaló un suelo pavimento. Algunas de las salas de las que dispone actualmente el edificio datan de esa reforma. En 1935, Franklin Roosevelt dispuso una chimenea para sus famosas conversaciones de chimenea.
En 1962, con la ayuda del experto en antigüedades americanas Henry Francis du Pont, la primera dama Jacqueline Kennedy decoró la Sala con papel pintado antiguo, de la casa francesa Jean Zuber et Cie. El paisaje panorámico que muestran las paredes, titulado Escenas de América del Norte, presenta escenas de la bahía de Boston, el Natural Bridge en Virginia, West Point, Nueva York, Las cataratas del Niágara, y el puerto de Nueva York. La belleza del panorama elíptico proporciona una sensación de espacio, ocultando la falta de ventanas.

#### Biblioteca

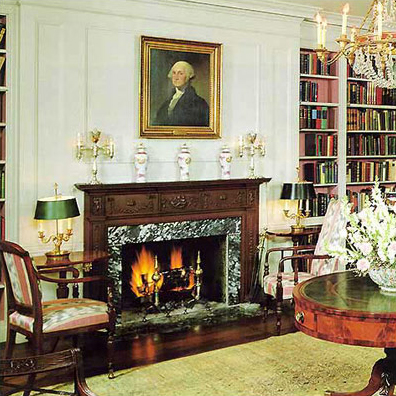
La Biblioteca de la Casa Blanca.

La Biblioteca está decorada con muebles del Período Federal (1800 a 1829); la mayoría de las piezas han sido atribuidas al ebanista de Nueva York, Duncan Phyfe. Un par de lámparas de plata, de Inglés-Argand, fueron un regalo del general francés Marqués de Lafayette al primer Secretario de Defensa, Henry Knox; ocupan la mesa en el centro. Un reloj, hecho por Simon Willard en honor de una visita de Lafayette a la Casa Blanca en 1824-1825, se alza en una de las chimeneas. La puerta en el este se encuentra rodeada de pinturas de indios nativos americanos, realizadas por el artista Charles Bird King, mientras que un quinto retrato cuelga sobre la puerta principal. Es destacable también un retrato pintado por Gilbert Stuart, representando al presidente George Washington.
John Adams, el primer presidente que vivió en la Casa Blanca, utilizó la sala como lavandería, y tal fue su uso hasta la renovación de 1902 por el arquitecto Charles Follen McKim, cuando se convirtió en una sala de espera.
El presidente Herbert Hoover fue el primero que pensó en usar la habitación como biblioteca en 1935. La Biblioteca varió su aspecto durante la restauración Kennedy, cuando el decorador Stéphane Boudin la decoró en Estilo Federal.

#### Sala de China

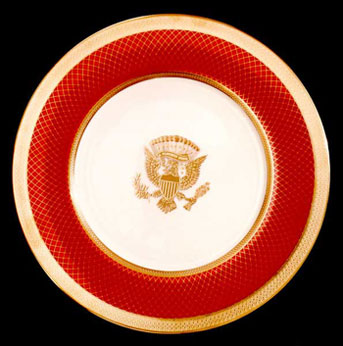
Plato de porcelana en la Sala de China; este diseño, usado durante la presidencia de Ronald Reagan, fue escogido por la primera dama Nancy Reagan.

Se expone en esta sala la colección de porcelana de la Casa Blanca. La colección abarca varios periodos, comenzando con piezas de la época de George Washington hasta las más recientes, añadidas por el presidente Clinton. La Sala es utilizada principalmente por las primeras damas para pequeñas reuniones y recepciones. 
La alfombra es de principios del siglo XX. Una lámpara de cristal de estilo Regencia cuelga del techo. Frente al retrato de la primera dama Coolidge, destacan dos sillas de alto respaldo, realizadas a principios del siglo XIX y tapizadas en tonos marfil y verde musgo. Cabe reseñar también la pintura de Fernando Richardt titulada Vista del Mississippi cincuenta y siete millas abajo de las cataratas San Antonio, Minneapolis, completada en 1858.

#### La Sala de Mapas
La Sala de Mapas es una habitación en la planta baja de la Casa Blanca. Se utilizó como sala de situación durante la Segunda Guerra Mundial (ahora sustituida por la Sala de Situación de la Ala Oeste).

#### La Sala de Vermeil

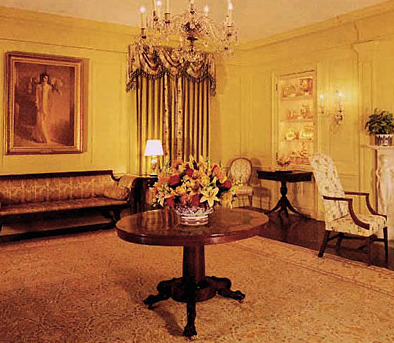
La Sala de Vermeil, con el retrato de la primera dama Jackeline Kennedy.

La sala alberga una colección de vajilla de plata dorada (vermeil), un legado a la Casa Blanca por parte de Margaret Thompson Biddle en 1956. Varias pinturas de las primeras damas cuelgan en esta sala.

### El Piso de Estado

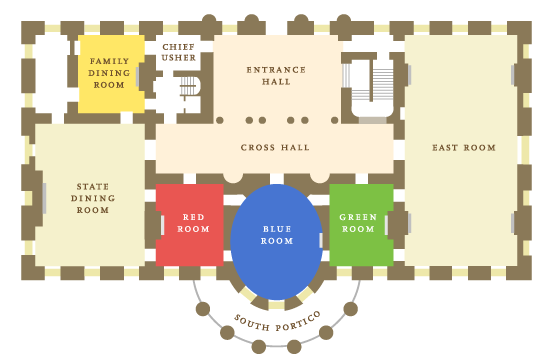
El Piso de Estado de la Casa Blanca.

#### El Gran Foyer

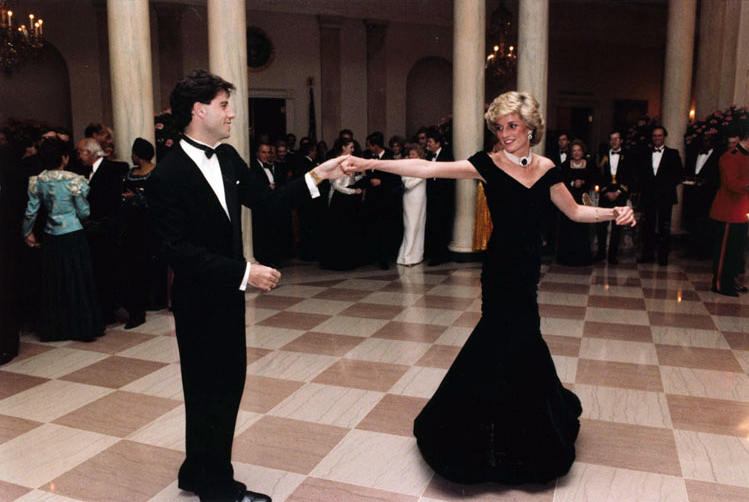
John Travolta y la Princesa Diana bailan en el Gran Foyer de la Casa Blanca.

El vestíbulo (también llamado Grand Foyer) es la entrada principal y formal a la Casa Blanca. El Foyer está en forma de damero y mide aproximadamente 31 por 44 pies. Situado en el Piso Estado, se entra a la estancia a través del Pórtico del Norte, frente a la Pennsylvania Avenue. La parte sur del Foyer se abre al Pasillo Central a través de una columnata de estilo dórico.

##### La Gran Escalinata
El Gran Escalinata es parte del vestíbulo. Se utiliza principalmente en ocasiones ceremoniales. La escalinata muestra los retratos de los presidentes Harry Truman, Dwight D. Eisenhower, Richard Nixon, Herbert Hoover, Warren G. Harding y Woodrow Wilson.

#### El Pasillo Central

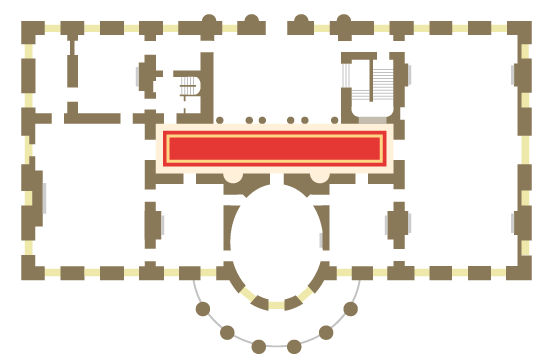
El Piso de Estado: la posición del Pasillo Central.

El Pasillo Central del Piso de Estado, es el corredor con entradas a todas las salas del primer piso. El presidente Grant fue el primero en colocar pinturas de presidentes pasados, comenzando con George Washington hasta Abraham Lincoln.

#### Salón Oriental

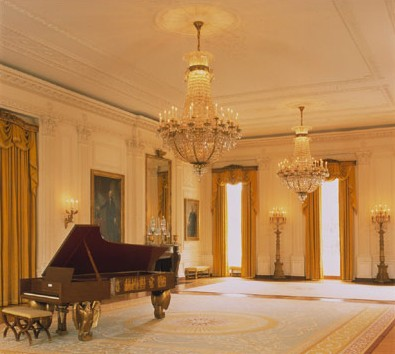
El Salón de Oriente. El piano Steinway & Sons modelo único fue diseñado por Eric Gugler en 1938 con ayuda del presidente Franklin D. Roosevelt.

La Sala de Oriente es la sala más grande en la Casa Blanca. Se utiliza para conferencias de prensa, ceremonias, y en ocasiones, para grandes cenas. El objeto más antiguo de la Casa Blanca es una pintura, por Gilbert Stuart, de George Washington que sobrevivió al incendio de 1814; cuelga en esta sala acompañado de un retrato de Martha Washington pintado por Eliphalet F. Andrews en 1878.

#### La Sala Azul

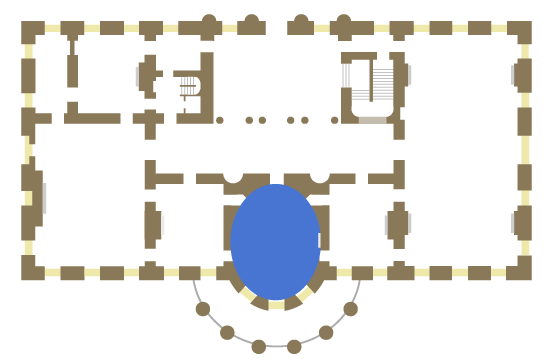
La localización de la Sala Azul Oval en el Piso de Estado.

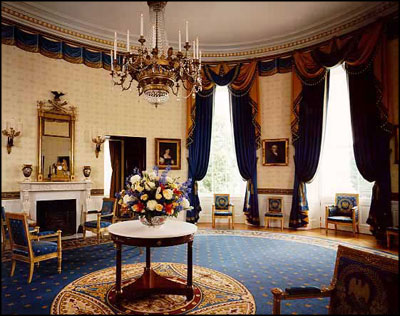
La Sala Azul.

Durante la administración del presidente John Adams, la Sala Azul sirvió como entrada del lado sur. Durante la administración del presidente James Madison, el arquitecto Benjamin Latrobe diseñó un conjunto de muebles clásicos, pero fueron destruidos en el incendio de 1814 (véase la Guerra de 1812). Cuando la Casa Blanca fue reconstruida, el presidente James Monroe redecoró la habitación en estilo Imperio francés, que se ha mantenido desde entonces. 
El presidente Martin Van Buren tenía la habitación decorada en azul en 1837, y se ha mantenido la tradición desde entonces, aunque cada administración renueva la decoración a un tipo u otro. 
Esta estancia fue una de las muchas habitaciones completamente vaciadas y reconstruidas durante la renovación de la administración de Harry Truman. La adición del Balcón Truman hace que entre menos luz a la sala.
La restauración de la administración Kennedy supuso el regreso de varios originales de la era Monroe, como las sillas diseñadas por Pierre-Antoine Bellange.
El aspecto actual de la Sala Azul es el resultado de una renovación y remodelación que concluyó en 1995 por el Comité para la Preservación de la Casa Blanca y la Oficina del Conservador de la Casa Blanca, y financiado por el Fondo de Dotación de la misma.

#### La Sala Verde

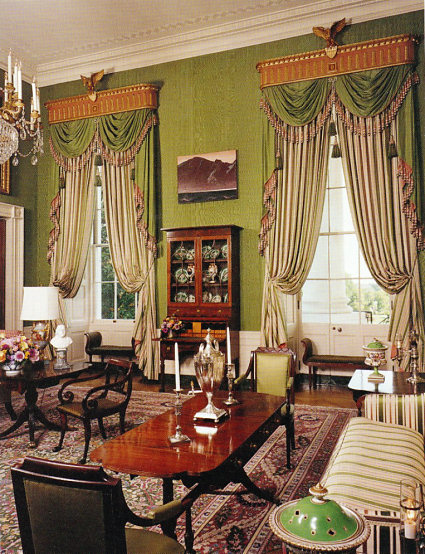
La Sala Verde durante la administración del Presidente Bill Clinton.

La situación de la Sala Verde en el Piso de Estado.

La habitación fue destinada por el arquitecto James Hoban para "comedor común". Thomas Jefferson sí lo utilizó como comedor y cubrió el piso con una lona de color verde para protegerlo. Con los años, los presidentes y primeras damas han utilizado la Sala Verde como un pequeño salón para acoger huéspedes y reuniones informales. El presidente James Madison firmó la primera declaración de guerra en la Sala Verde (véase la guerra de 1812). James Monroe la utilizó como "Sala de juegos", con dos mesas para jugar al whist. No fue hasta 1820 cuando la sala adquirió la denominación oficial de "Salón Verde", durante la administración de John Quincy Adams. El hijo del presidente Lincoln, Willie, que falleció en la Casa Blanca, fue velado en la Sala Verde; asimismo, el cuerpo del propio Lincoln fue traído a esta sala después de su asesinato para ser embalsamado. La sala ha sido testigo de momentos felices también. Eleanor Roosevelt se reunió con Amelia Earhart aquí, y al presidente Kennedy le pareció la sala más confortable de todas las del Piso Estatal.

#### La Sala Roja

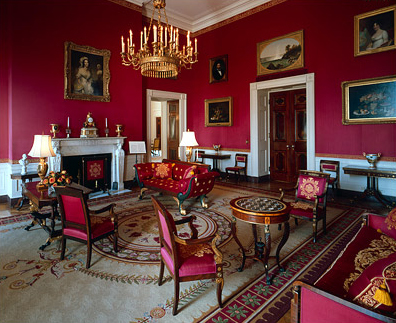
La Sala Roja en el Piso de Estado de la Casa Blanca.

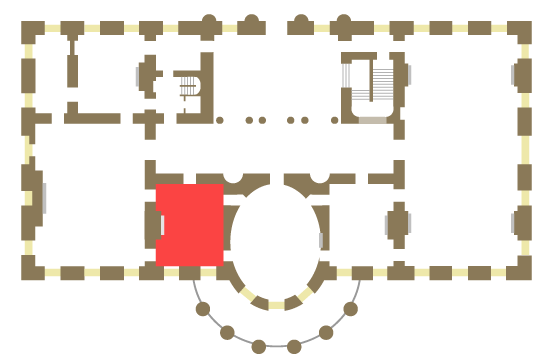
La Sala Roja en el plano.

Benjamin Latrobe hizo un dibujo 1803 de la Casa Blanca, que indica que la Sala Roja sirvió como "cuarto de espera" de los primeros presidentes. Jefferson tuvo una urraca enjaulada en la sala. Durante la administración de James Madison, la antesala se convirtió en el "Salón Amarillo" y lugar donde la primera dama Dolley Madison organizaba veladas cada miércoles por la noche, una invitación muy codiciada. James Monroe adquirió mobiliario para la Sala Roja en estilo Imperio. Las familias Madison, Lincoln, Grant, y los Kennedy utilizaron la Sala Roja como sala de música. 
Durante el delicado traspaso de poder a Rutherford B. Hayes (debido a su controvertida elección) juró su cargo en secreto en la Sala Roja la noche antes de la toma de posesión oficial. Tras el Funeral de Estado del presidente John F. Kennedy, la señora Kennedy recibió a los jefes de Estado extranjeros en la Sala Roja. 
Los Reagan, por su parte, utilizaron con frecuencia este lugar para las fotografías oficiales de reuniones con jefes de Estado.

#### El Comedor de Estado

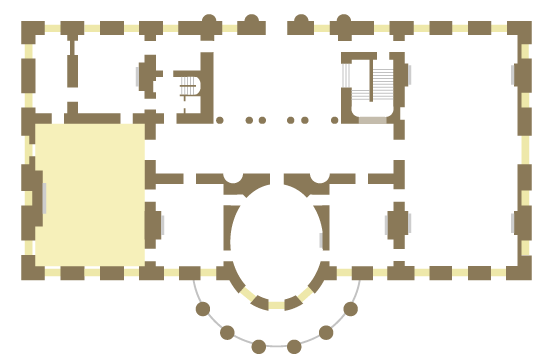
La situación del Comedor de Estado de la Casa Blanca.

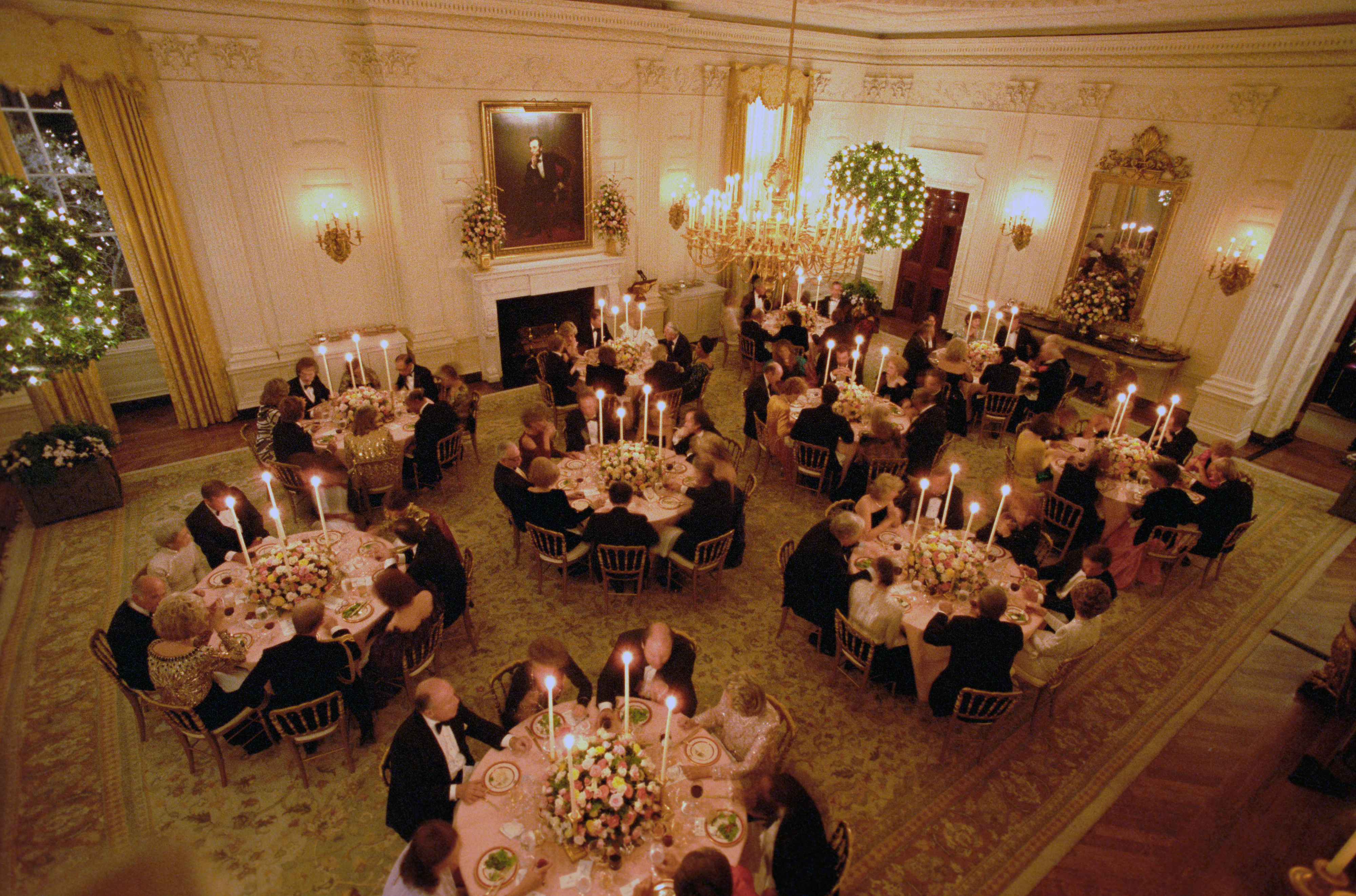
Cena para la princesa Diana y el príncipe Carlos en 1985 por parte del presidente Reagan.

El Comedor de Estado es el más grande de dos que hay en el Piso de Estado. Se usa para recepciones, almuerzos, o "Cenas de Estado" para jefes de Estado de visita en la Casa Blanca. La sala tiene capacidad para 140 huéspedes. El comedor mide aproximadamente 48 pies por 36 pies. Durante la administración de Andrew Jackson adquirió su denominación actual.
Los primeros planos del arquitecto James Hoban indican que la esquina suroeste de la primera planta iría destinada a comedor, pero fue usada como oficina, biblioteca y sala de estar antes de ser finalmente destinado a comedor. Tras el fuego de 1814, el presidente Monroe ordenó en 1817 la adquisición de una vajilla (comprada en Francia ese mismo año) y piezas ornamentales de bronce dorado. 
El Comedor de Estado original, ubicado al sur del comedor actual, era aproximadamente la mitad que la sala actual en cuanto a espacio. La eliminación de una gran escalera en el extremo oeste de la casa en 1902 como parte de la renovación de McKim, Mead y White, permitió la ampliación del comedor, y su reorientación de norte a sur. El estilo del comedor tras la remodelación es  neoclásico. Charles Follen McKim diseñó las dos grandes consolas, cada una con un águila. Fueron fabricadas por AH Davenport, una empresa de mobiliario de Boston. Una araña, dos candelabros (de la presidencia de Hayes) y sillas Estilo Reina Ana, completan la decoración de 1902 por McKim.

#### Comedor de Familia

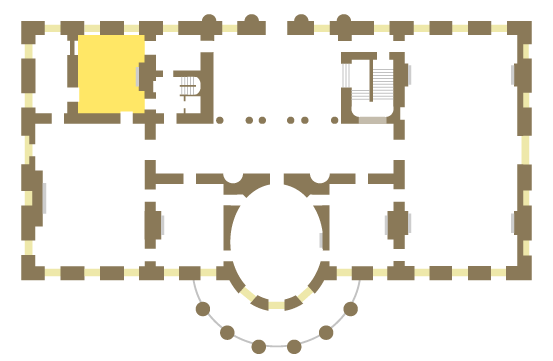
Locación del Comedor de Familia en el Piso de Estado.

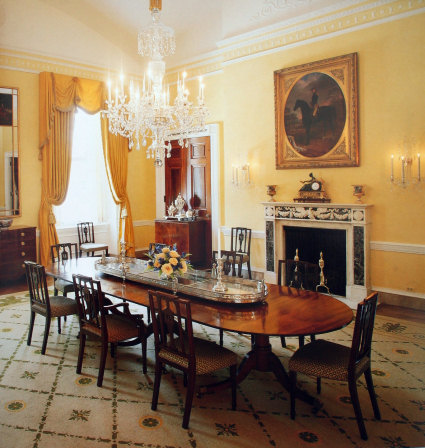
El Comedor de Familia decorado por Kaki Hockersmith durante la the administración de Bill Clinton.

El Comedor familiar se encuentra en el Piso de Estado de la Casa Blanca. La sala se utiliza para cenas más pequeñas y privadas que las servidas en el Comedor de Estado. Hoy, el presidente utiliza el comedor de la familia menos, para pequeños almuerzos de trabajo o cenas. Las cenas familiares suelen ser en el Comedor Presidencial en el Segundo Piso. 
Poco después de la construcción de la Casa Blanca se vio la necesidad de un comedor privado. Thomas Jefferson utilizó la Sala Verde para este fin. Los planes realizados para la reconstrucción de la Casa Blanca tras su quema por los británicos en 1814 indican un comedor de estado en la esquina suroeste, y un comedor privado en el noroeste del Piso de Estado. En la segunda mitad del siglo XIX se añadió una despensa en la esquina noroeste reduciendo el tamaño del comedor privado, y la utilización de la expresión "Comedor de Familia" comenzó a reemplazar el nombre de "Private Dining Room."

### El Segundo Piso

El Segundo Piso de la Casa Blanca y sus dormitorios.

La Segundo Piso alberga la vida privada y habitaciones de la familia presidencial. El Segundo Piso tiene algunas salas que se utilizan para ceremonias oficiales, pero la mayoría están reservadas al uso privado. Cuatro dormitorios privados y un vestidor se reservan para el presidente. Los sucesivos presidentes han utilizado diversas habitaciones como dormitorio. El Balcón Truman también se encuentra en este piso, al igual que el Dormitorio de las Reina con su sala, el Pasillo Central, y una sala al lado este. 

#### Dormitorio Presidencial
Se utilizó como una suite de la primera dama Jackie Kennedy y otras primeras damas (el presidente a menudo dormía al lado, en lo que hoy es la sala de estar); esta habitación es tradicionalmente el dormitorio principal de la Casa Blanca y parte de la suite principal. Un pequeño vestidor y baño colindan hacia el oeste.
La habitación tiene armarios en la pared norte redondeado a cada lado de la puerta de la sala oeste, Sentado, instalados como parte de la reconstrucción de Truman (y se duplican en el comedor privado). Las puertas del armario se disfrazan y empapeladas y paneles como el resto de la pared. Otra puerta disimulada en la pared este conduce a la sala de estar.
Esta sala es el verdadero dormitorio de Lincoln, quien durmió aquí, aunque no en la cama de Lincoln (que era para los huéspedes). En aquellos días, el extremo norte de la sala se dividió apagado. La primera dama Mary Todd Lincoln dormía en la habitación de al lado (Sala de estar hoy en día). La cama de Lincoln sirvió un presidente en esta sala al mismo tiempo, sin embargo. El presidente Wilson y su segunda esposa, Edith se utiliza en lo que hoy es la sala de estar.

#### Sala Oval Amarilla
La Sala Oval Amarilla es una sala de la misma forma que describe su nombre, ubicada en el lado sur del Segundo Piso. Utilizada por primera vez como sala de dibujos por el presidente John Adams, desde entonces, ha desempeñado las funciones de biblioteca, oficina, y ahora como Sala Principal de la familia. 
La Sala Oval Amarilla se utiliza también para pequeñas recepciones y saludo a los jefes de Estado antes de una Cena de Estado. Tres grandes ventanales en el lado sur dan vista al Elipse de Washington D. C.. Hay dos puertas en el lado oeste de la Sala, con una bandera americana y la bandera Presidencial a uno y otro lado, donde se encuentra el Pasillo Central del segundo Piso.
El 1 de enero de 1801, y aún antes de que fuera completada, John Adams celebró la primera recepción presidencial en esta sala, conocida por aquel entonces como "el salón oval de arriba". La primera dama Dolley Madison la decoró en damasco amarillo en 1809. 
En 1851, la primera dama Abigail Fillmore, recibió una asignación del Congreso para formar en la sala la primera biblioteca de la Casa Blanca. La familia Harrison continuó utilizando la sala como biblioteca y salón familiar y, en 1889, puso el primer árbol de Navidad de la Casa Blanca. 
El presidente Franklin D. Roosevelt convirtió la sala en su estudio, y aquí mismo, el 7 de diciembre de 1941, se enteró del ataque japonés a Pearl Harbor. El Servicio Secreto tomó su escritorio y lo trasladó fuera de las ventanas como medida de seguridad. El presidente Harry Truman siguió utilizando la sala como estudio y abrió un nuevo balcón, llamado el "Balcón Truman", en el Pórtico Sur en 1948. Después de la reconstrucción de Truman, la sala fue decorada por B. Altman and Company, de Nueva York, con la reproducción de muebles originales.

#### Sala de Tratados

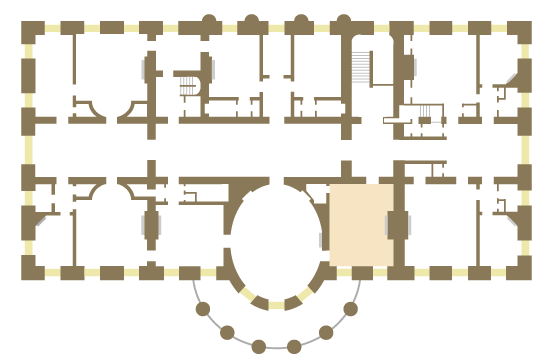
Ubicación de la Sala de Tradados en el Segundo Piso de la Casa Blanca.

Antes de la construcción del Ala Oeste, las oficinas de trabajo se encontraban en el lado este del Segundo Piso. La Sala de Tratados ha sido sala de espera, y oficina oficial del presidente. El presidente Andrew Johnson la utilizó como sala de reuniones de su gabinete. Ulysses S. Grant continuó este uso y adquirió una gran mesa estilo renacentista para las reuniones. La mesa permaneció en la sala durante muchos años, y el presidente William McKinley supervisó la firma del tratado de paz con España, que supuo el fin de la guerra con este país, sobre la misma mesa el 12 de agosto de 1898. 

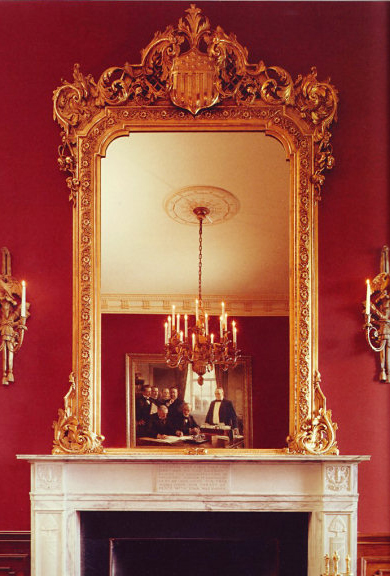
Gran espejo dorado rococó, con un escudo de América, que antes había estado colgado en la Sala Verde. El reflejo es la pintura de la firma del Tratado con España por Theobald Chartran.

Durante la administración de Herbert Hoover, la habitación fue utilizada como salón y se llamó "la Sala de Monroe". Se colocó entonces una mesa de James Monroe estilo Imperio francés, junto a una copia del documento llamado doctrina Monroe. Durante la reconstrucción Truman, la habitación fue amueblada por el diseñador de interiores B. Altman de Nueva York. Casi todo el mobiliario es contemporáneo, en general, en estilo tradicional. 
Durante la administración de John F. Kennedy, Jacqueline Kennedy trabajó con Stéphane Boudin para crear una sala que representaría una parte histórica de la casa. Se ideó entonces una decoración en verdes profundos, burdeos y oro. El cuadro del Presidente Grant fue devuelto a esta Sala junto con un candelabro de gas electrificado, situado anteriormente en otra estancia en la parte este. Se instaló un gran espejo dorado rococó, con un escudo de América, que antes decoraba la Sala Verde. La pintura de Theobald Chartran titulada Firma del Protocolo de Paz entre España y los Estados Unidos, 12 de agosto de 1898, se colgó aquí junto a las copias de varios tratados firmados en la Casa Blanca. Las cortinas se basan en un diseño de la época de Lincoln. El presidente Kennedy firmó el "Tratado de prohibición de los ensayos nucleares" en esta sala en 1963. 
Durante la administración de Bill Clinton, el diseñador de interiores Kaki Hockersmith amuebló la habitación en una combinación de muebles estilo imperio americano y victoriano. Se pintaron las paredes de color rojo profundo y se colocó un candelabro dorado con un águila americana, uno de los varios adquirido durante la administración de Theodore Roosevelt para la residencia y el Ala Oeste.

#### Comedor Presidencial

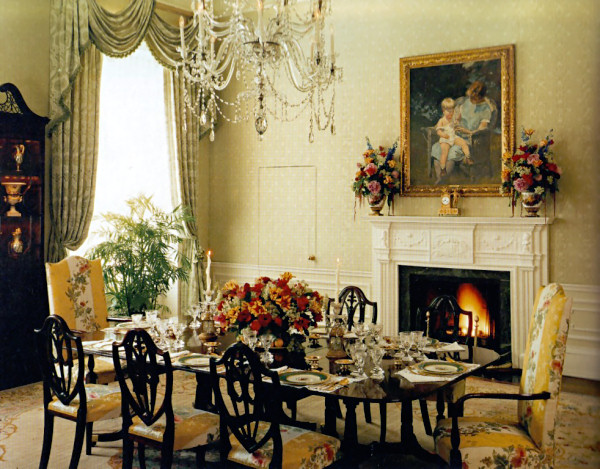
El Comedor Presidencial del Segundo Piso.

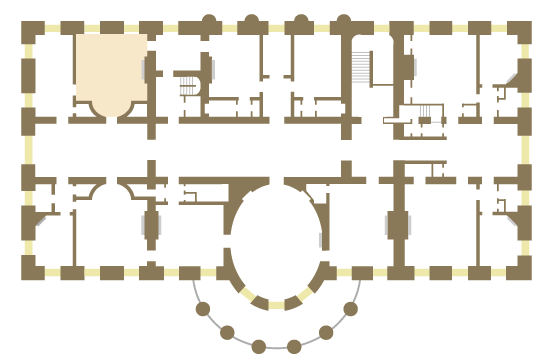
Segundo Piso de la Casa Blanca que muestra la ubicación del comedor del Presidente.

El Comedor Presidencial está ubicado en el segundo piso, cerca de la esquina noroeste. Fue creado en 1961 durante la administración de John F. Kennedy para que la familia tuviera un comedor en el Segundo Piso de la residencia. Anteriormente, la estancia había sido utilizada como dormitorio y salón de espera. Se encuentra directamente encima del Comedor de Estado del primer piso. El comedor es adyacente a una pequeña cocina, que connecta a la cocina principal en la planta baja. 
Cuando se creó, el comedor fue decorado con paredes pintadas y mobiliario estilo Luis XVI que pertenecía a los Kennedy. Henry Du Pont recomendó que la sala de estar se amueblase con antigüedades de estilo americano Federal. A partir de Kennedy, se ha ido adquiriendo una colección de antigüedades que adornan la estancia; así, un cuadro que se hizo en Massachusetts entre 1810 y 1815, un conjunto de sillas, c. 1890, y un panel de madera tallada, manufactura de Filadelfia, c. 1815. La sala se utiliza para pequeñas cenas y almuerzos, y debido al reducido tamaño de estos acontecimientos hay un servicio de porcelana muy sencillo.
La pared sur de la habitación es curva y se construyó durante la reconstrucción de Truman. Aunque tal disposición no existía en el plan original de James Hoban, fue inspirada por dibujos de Thomas Jefferson que había sugerido la posibilidad de modificar varias Salas en la Casa Blanca. Cuando la sala se creó como Comedor Presidencial, en 1961, las paredes estaban cubiertas por una escena panorámica en paneles de madera, del siglo XIX, fabricada en Francia por Zuber et Cie, que representaba vistas de América del Norte, similar a la instalada en la Sala de Recepción Diplomática; pero en lugar de escenas con turistas europeos y nativos americanos, reproducía imaginariamente batallas de la Revolución Americana. 

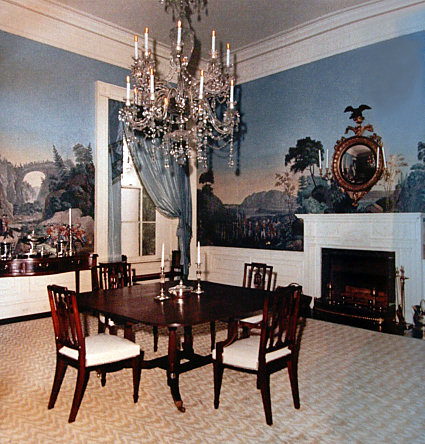
El Comedor Presidencial decorado por Henry Du Pont durante la administración de John F. Kennedy.

Durante la administración Ford, la primera dama Betty Ford retiró el papel pintado y pintó las paredes de color amarillo suave. Rosalyn Carter reinstaló el paisaje panorámico. En 1996, durante la administración Clinton, la habitación fue redecorada. De nuevo, durante el segundo mandato de George W. Bush, las paredes se cubrieron con una colgadura de seda en color blanco, seleccionada por decoradora de interiores Ken Blasingame.

#### El Dormitorio Lincoln

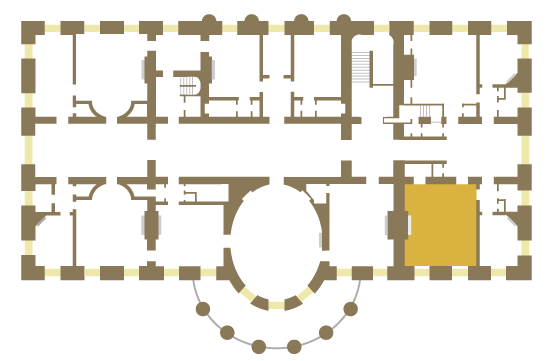
Segundo Piso de la Casa Blanca que muestra la ubicación de Dormitorio Lincoln y la sala de estar a su derecha.

El Dormitorio Lincoln es un dormitorio en el Segundo Piso de la Casa Blanca, parte de las habitaciones para invitados en el área Este; también incluye una sala de estar. La sala lleva el nombre de Abraham Lincoln, que la usó como oficina. La habitación es utilizada por los presidentes para agasajar a sus allegados e invitados más ilustres.

Antes de la construcción de la Ala Oeste en 1902, esta sala se usaba como oficina o bien sala de reuniones para el Gabinete Presidencial. Con el traslado del personal del presidente a la nueva Ala Oeste, esta sala se convirtió en un dormitorio suite llamada "Habitación azul". Cuando la Casa Blanca se vació y reconstruyó bajo el mandato de Truman, esta sala fue reformada totalmente y dedicada a Abraham Lincoln. 
La sala ha sido redecoradas varias veces en el último medio siglo, sobre todo por Jackie Kennedy, pero siempre incluyendo mobiliario del período victoriano. 
Cuando Abraham Lincoln era presidente, la utilizó como oficina personal y sala de Gabinete (se utilizó de esta manera por todos los presidentes entre 1830 y 1902). Durante la época de Lincoln, las paredes estaban cubiertas de mapas de la Guerra Civil. Las paredes estaban tapizadas de color verde oscuro, con una alfombra del mismo color. Lincoln firmó la Proclamación de Emancipación en esta sala el 1 de enero de 1863.

### Tercer Piso
El Tercer Piso de la residencia posee un solarium y varias habitaciones para la familia del presidente.